# Marca aleramica
La Marca aleramica (anche del Piemonte e Liguria Centrale) fu un margraviato o principato marchionale del Sacro Romano Impero nel nord-occidente del Regno d'Italia, fondato nel X secolo dal imperatore Ottone I a favore del conte franco Aleramo. La marca originale era confinante con la Marca Arduinica, la Marca Anscarica e la Marca Obertenga, fondate dallo stesso imperatore nel quadro della politica di difesa del litorale marittimo italiano. 
Assegnata in totalità al primo marchese Aleramo, fu suddivisa secondo la tradizione salica della casata tra i due figli nelle marche di Savona e del Monferrato, che furono anche dopo suddivisi in successivi frazioni amministrative (tutti chiamati marchesati). Nonostante l'autonomia parziale, tutti i maschi della casata partecipavano della sovranità condivisa della marca originale. 
La decadenza viene regolarmente attribuita a l'eccessiva suddivisione amministrativa del territorio insieme allo sviluppo dei comuni nelle città del paese tra il XII e il XIII secolo. L'ultime frazione della marca a mantenere la sovranità furono il marchesato del Finale, il cui possesso passò al re Filippo III di Spagna nel 1602, ed il marchesato del Monferrato, staccato dalla dinastia Aleramica nel 1305, ed elevato a ducato (sotto i Gonzaga) nel 1574 (annesso dopo ai domini sabaudi nel 1707).

## Fondazione dellaMarca Aleramica

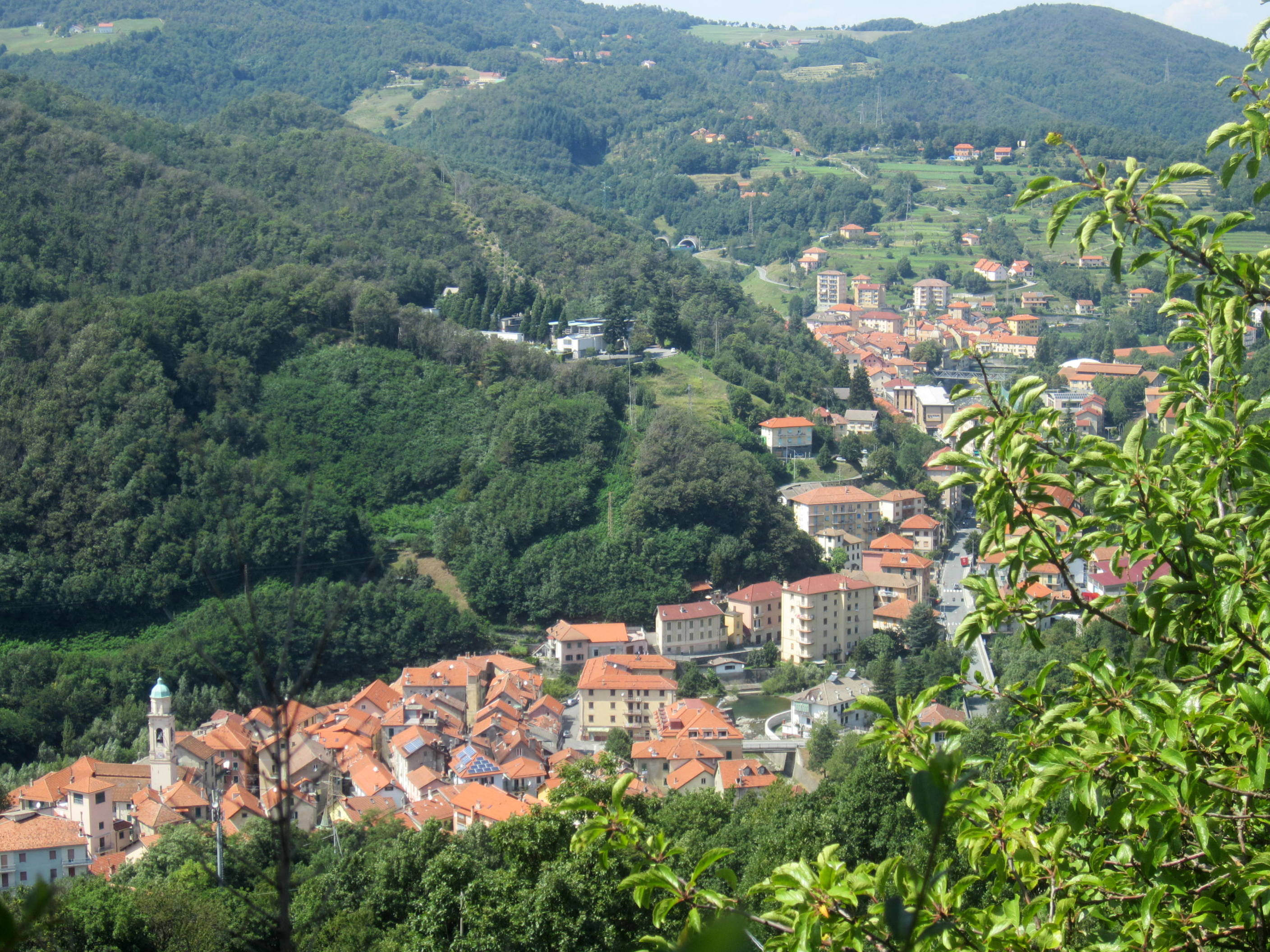
Panorama di Rossiglione (presso la primitiva corte di Auriola)

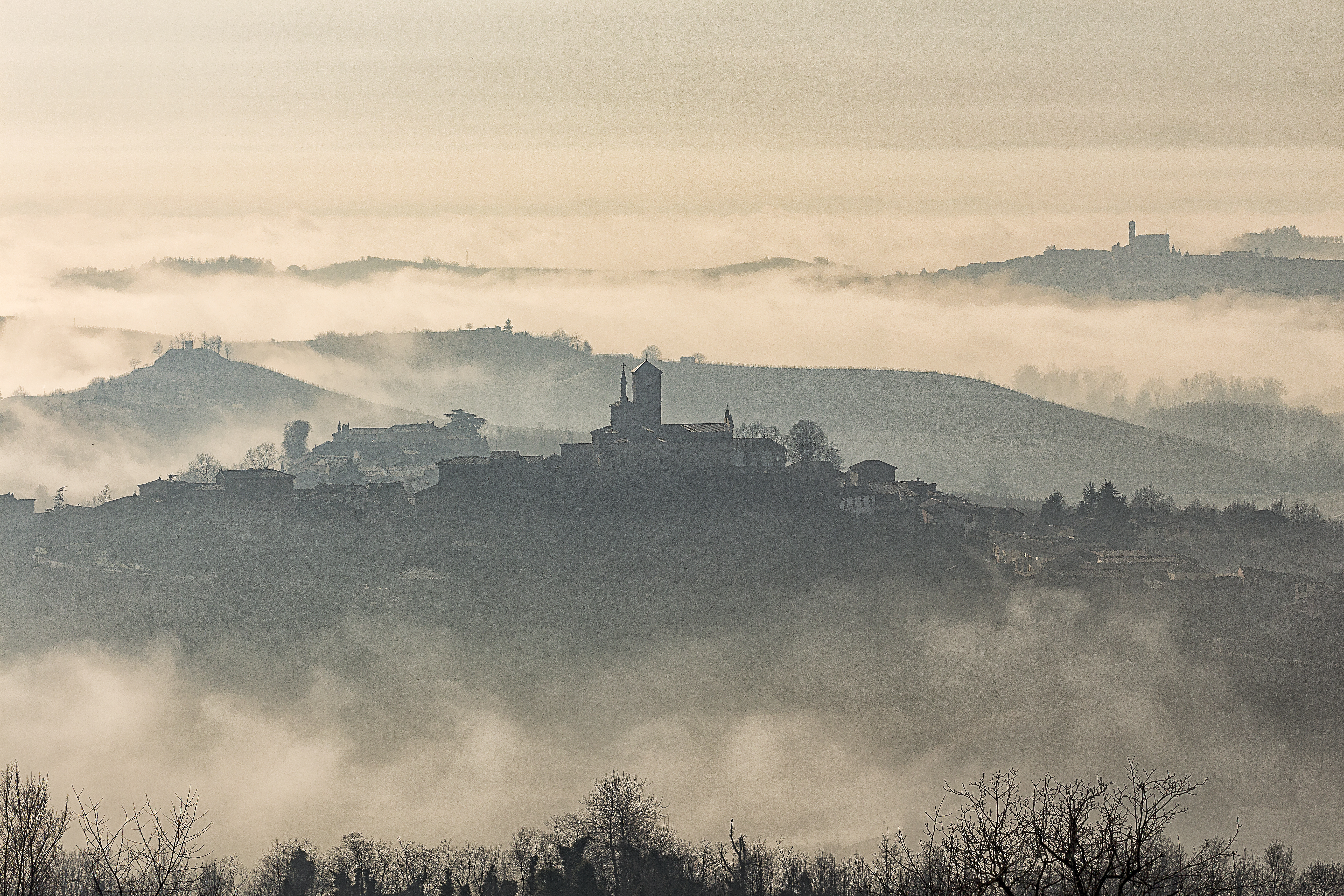
Panorama di Grazzano, prima fondazione monastica della Marca

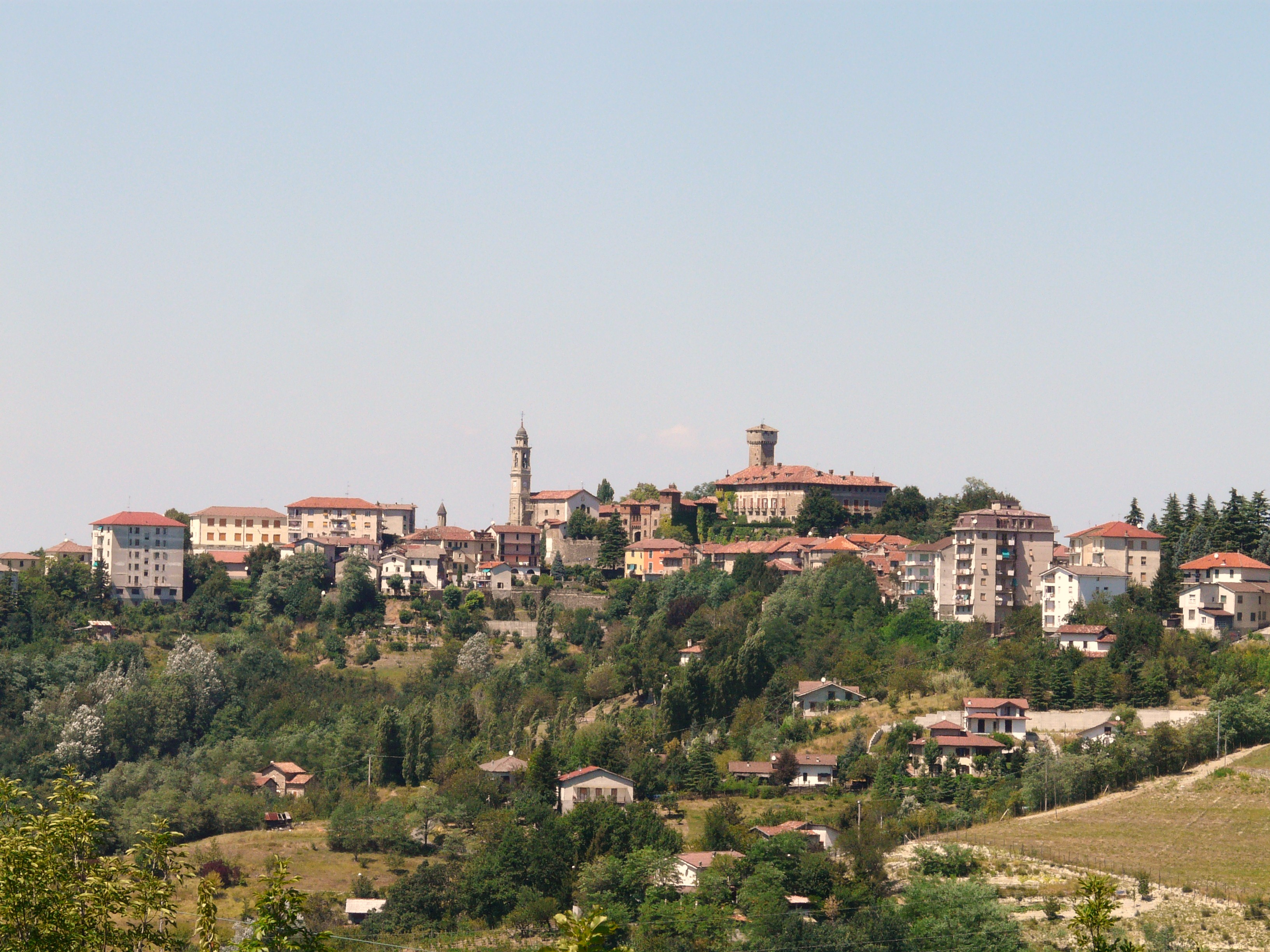
Panorama di Tagliolo Monferrato

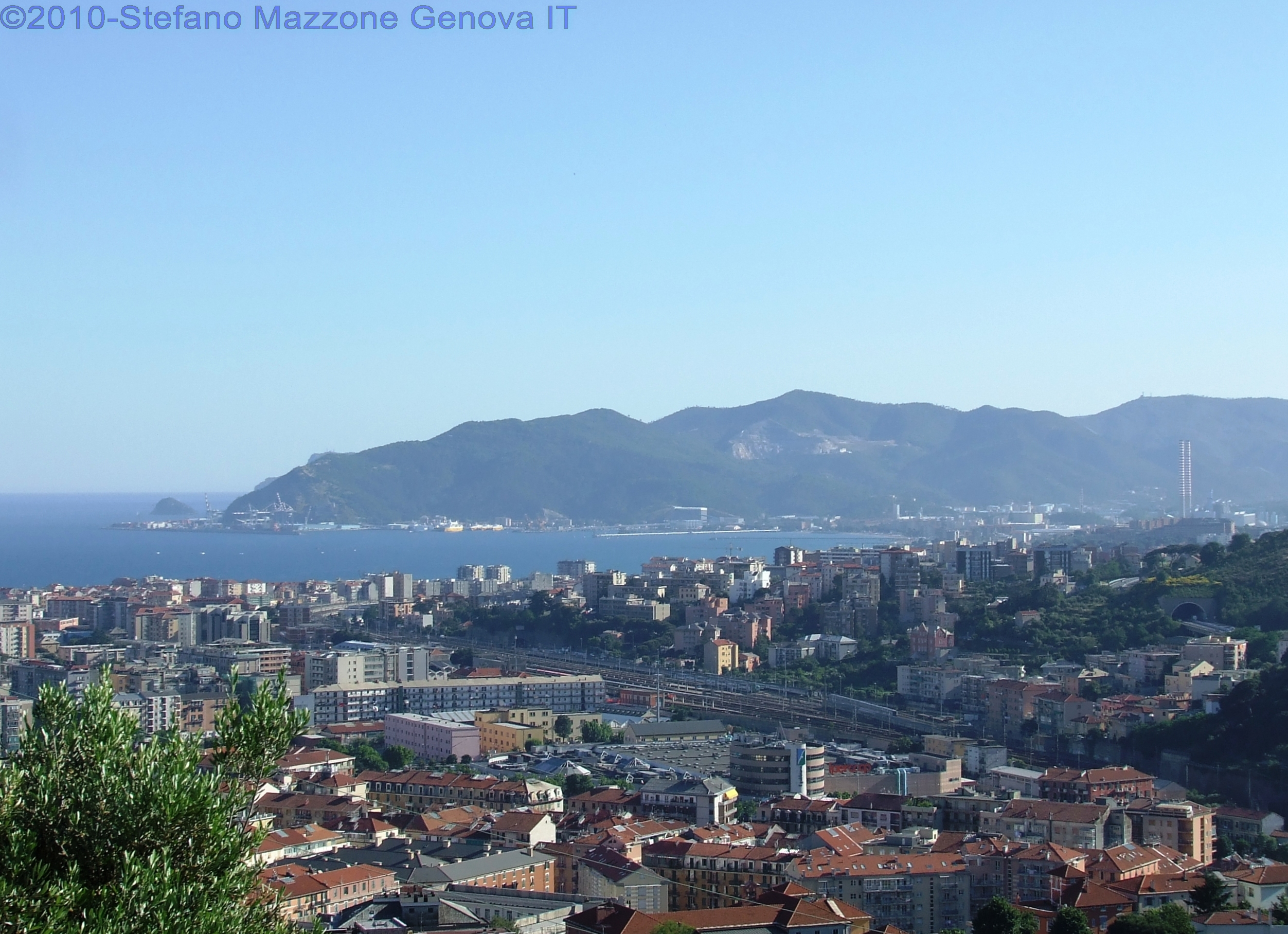
Savona-Vado, porto principale della Marca Aleramica

### Il "Chronicon Imaginis Mundi" e il "Suol d'Aleramo"
La leggenda di fondazione della Marca Aleramica risale al "Chronicon Imaginis Mundi" di Iacopo d'Acqui (XIII e XIV secolo), nella quale dopo aver donato un'origine eroica al marchese Aleramo, gli fa sposare la mitica Adalasia, presunta figlia dell'imperatore Ottone, stesso che gli dona tutto il territorio che potrebbe essere percorso in tre giorni di cavalcata. Questo territorio, secondo il cronista, corresponde alla così detta Marca Aleramica.
Il "Chronicon" di Iacopo d'Acqui viene ripreso da diversi autori nel corso dei secoli, tra cui Giosuè Carducci nel XIX secolo, che nella sua "Cavalleria e Umanesimo"  riproduce anche la leggenda di fondazione della Marca e la battezza notoriamente col nome di "il Suol d'Aleramo". Questo nome, ripreso e rivendicato da diversi iniziative locali fu anche adottato dalla celebre scrittrice Sibilla Aleramo, originaria dell'antica giurisdizione.

### Fonti del X secolo
L'origine di ciascuna delle contee costituenti della Marca Aleramica rimane ancora dibattito. Il documento sicuro più antico è il diploma dei re Ugo e Lotario II in cui donano la corte di Auriola (presso Rossiglione) e tutti i possedimenti tra il torrente Piota e il fiume Stura al ancora conte Aleramo ("fideli nostro Alledramo comiti") nel 933. Nel 938 gli stessi re gli donano la corte di Foro (ad Acqui) e i possedimenti tra l'affluente Tanaro e il fiume Bormida. A questi diplome ne seguono altri degli anni 940, 948 e 950.
È solo dal 950 che Aleramo appare con la dignità marchionale, dopo l'ascesa del suocero Berengario II al trono d'Italia. Nel 961 viene identificato come "Aledramos marchio, filius Guilelmi comitis" nella fondazione dell'abbazia di Grazzano, in cui dona ai monaci benedettini le corti di Grazzano, Cisignano e Cardalone, possibilmente già possedute dallo stesso, anche se non certamente dal padre come affermato dal Muletti, secondo l'interpretazione d'un diploma del 1027 datato erroneamente dallo stesso autore nel 907. 
Nel 10 aprile 967 l'imperatore Ottone I conferma ad "Aledramum marchionem" tutte le corti e possedimenti donate dai re italiani ("omnes illas cortes in desertis locis consistentes a flumine Tanari usque ad flumen Urbum, et ad litus maris"), accanto a quelle ereditate dai genitori ("tam ex hereditate parentum") e acquistate dallo stesso ("quam de suo acquistu"), nelle comitati d'Acqui, Savona, Asti, Monferrato, Tortona, Vercelli, Parma, Cremona e Bergamo, tra i quali: Dego, Bagnasco, Balangero, Salicetto, Lisio, Sassello, Mioglia, Ponzone, Grualia, Prunetto, Altessino, Cortemilia, Montezemolo, Nucetto, Massimino, ed Arche, insieme ad altri partizioni non identificate che aveva con i suoi figli ("medietatem praedicto Aledramo marchioni suisque heredibus"). Secondo lo stesso documento questa confermazione vene concessa per l'intercessione e richiesta dell'imperatrice Adelaide ("interventu ac petitione Adhelaydae nostra coniugis atque imperii nostri participis").
In un altro diploma dello stesso anno (25 marzo) l'imperatore gli conferma la dignità marchionale e il possesso dei comitati marchionali di Savona, Monferrato ed Acqui, confinante a nord col fiume Po (Marca Anscarica), al sud col Mar Ligure, ad est con la Marca Obertenga e ad ovest con la Marca Arduinica.

## Frazioni amministrative
Secondo la legge salica seguita dagli Aleramici (“ex natione nostra lege vivere Salica”), la sovranità della marca apparteneva a tutti i maschi della casata, quindi venne suddivisa tra le diverse generazioni in numerosi suddivisioni o marchesati nominati dalle corti principali del territorio gestito da ciascuno.
Marca Aleramica
1. Marca di Savona[20] (da Anselmo I, figlio di Aleramo)[21]
  1. Marca di Sezzadio[22] (da Oberto, figlio di Anselmo I)[23]
  2. Marca del Bosco[24] (da Ugo, figlio di Anselmo II)[23]
    1. Marchesato di Ponzone (da Aleramo II, figlio di Ugo)[21]
    2. Marchesato di Albisola-Varazze (da Guelfo, figlio di Ugo, poi gestito dalla consorteria dei Bosco e Ponzone)[25][21]
    3. Marchesato di Ussecio-Pareto (da Guglielmo, figlio di Manfredo)[26][27]

  3. Marchesato d'Incisa (da Bonifacio, figlio di Bonifacio)[21]
  4. Marchesato di Loreto (da Ottone Boverio, figlio di Bonifacio)[21]
  5. Marchesato di Cortemilia (da Bonifacio, figlio di Bonifacio)[21]
  6. Marchesato di Ceva (da Guglielmo I, figlio di Anselmo, figlio a sua volta di Bonifacio)
  7. Marchesato di Clavesana (da Bonifacio, figlio di Anselmo, figlio a sua volta di Bonifacio)
  8. Marchesato del Finale (da Enrico II, figlio di Enrico I)[21]
  9. Marchesato di Dego (da Ugo, figlio di Ottone)[23]
  10. altri divisioni tra i del Vasto (Saluzzo, Busca, ecc. corrispondono alla suddivisione della Marca Arduinica, acquistata dal matrimonio di Ottone III di Savona e Berta di Torino).[21]
2. Marca del Monferrato[28] (da Ottone I, figlio di Aleramo)[21]
  1. Marca di Occimiano (da Riprando, figlio di Ottone I)[23][29]

Queste giurisdizioni non sempre godevano d'autonomia assoluta, alcuni signorie erano condivise tra esponenti de diversi rami (come Novi, gestita da Anselmo del Bosco e Ranieri del Monferrato) o il marchesato di Albisola-Varazze gestito in consorteria tra diverse rami della schiatta. Nonostante, lo sviluppo di ciascun territorio fu diverso e dipendente delle circostanze politiche e militari delle popolazione e dei loro capi. Alcuni frazioni, come il marchesato di Occimiano, scompaiono all'inizio del XIII secolo dopo l'annessione dei comuni, mentre altri, come il marchesato del Monferrato, sopravvivono anche l'estinzione del ramo sovrano, abrogando la legge salica e mutando in stati autonomi attivi fino al XVIII secolo.